# تبة ليك (قرة باشلو)
تبة لیك (بالإنجليزية: Tappeh Lik)‏ هي مستوطنة تقع في إيران في Qara Bashlu Rural District. يقدر عدد سكانها بـ 96 نسمة .